# Arius hardenbergi
Arius hardenbergi és una espècie de peix de la família dels àrids i de l'ordre dels siluriformes.

## Morfologia
Els mascles poden assolir els 25,4 cm de llargària total.

## Distribució geogràfica
Es troba al sud de Nova Guinea.